# 杏林堂
杏林堂（きょうりんどう）は、浜松市中央区に本社を持つ株式会社杏林堂薬局（きょうりんどうやっきょく）が運営し、遠州（静岡県西部）地域を中心に展開するドラッグストアチェーンである。現在は、ツルハホールディングスの子会社となっている。

## 概要
浜松の小学生の絵画をパッケージにした菓子や、製パンメーカー「マルト神戸屋」が五味八珍と共同開発した「浜松餃子パイ」、三方原馬鈴薯を使用したポテトチップスを販売するなど、地域に根差した商品を販売している。2016年以降、同じ静岡県内のみに店舗展開する惣菜・弁当店の天神屋も店舗に依っては杏林堂のテナントとして同時出店している。
2012年3月にはオリジナル商品である餃子が『森田一義アワー 笑っていいとも!』で紹介された。
なお、当社のポイントカードはプリペイド機能を備えた「nicopi」での発行となっており、ツルハグループ内におけるポイントカードの相互利用の対象外となっている。
2023年から順次ツルハグループ仕様のレジ変更が進められており、変更後の店舗ではツルハグループポイントカードも使用可能。また、nicopiのポイントカード機能はツルハグループの他店でもツルハグループポイントカードとして使用可能である。

## 沿革

### 創業まで
1872年（明治5年）、浜名郡中瀬村（現在の浜松市浜名区中瀬）に生まれた創業者・渥美市平は、幼少期より長上郡平貴村（現在の浜松市浜名区貴布祢）で農業の傍ら薬種店を営む木俣家に預けられ、後の木俣家当主となる木俣文四郎とともに育った。1874年（明治7年）の医制発布により薬局経営のための免許が必要となったため、文四郎は試験勉強のため上京し、1884年（明治17年）の薬舗開業試験に合格。その間、家業を手伝っていた市平も、薬剤師を志して東京薬学校へ進学し、1894年（明治27年）には東京市薬剤師試験に合格する。
帰郷後、静岡県会議員を務めていた文四郎に代わり、市平が木俣家の薬局経営を担い、事業を拡大。1898年（明治31年）には浜松市の中心市街地に進出し、田町に渥美薬種店（現在の渥美薬局）を開業する。1900年（明治33年）には、県会議員の任期を終えた文四郎が経営に参画。時期を同じくして市平は、同市伝馬町で廃業した別の薬局の店舗を譲り受け、渥美薬種店の支店として杏林堂薬局を開業する。これが現在まで続く杏林堂薬局の始まりである。

### 事業拡大
1965年（昭和40年）、3代目の渥美雅之が社長に就任。ロングスやA&Pに代表されるアメリカのドラッグストアを参考にしたチェーン展開へと舵を切り、浜松市・磐田市の各地に店舗をオープンする。当時の日本において、チェーン展開を行なっている小売業者はまだまだ少なく、先駆的な試みであったと言える。
1980年代からは大型店舗の多店化へと業態を転換。1990年代からは1000坪を超える大規模店舗が複数開業している。

## 年表
- 1900年（明治33年） - 創業。
- 1963年（昭和38年） - 有限会社杏林堂薬局を設立。
- 1965年（昭和40年） - 株式会社杏林堂薬局に組織変更。
- 1983年（昭和58年） - 大型ドラッグストアを多店化開始。
- 1995年（平成7年） - 調剤専門薬局出店開始。
- 2008年（平成20年） - 静岡市に進出。
- 2011年（平成23年） - オンラインショップ、ネットスーパーを開店。
- 2014年（平成26年） - 静岡県東部（富士市：富士松岡店）に進出。
- 2016年（平成28年） - 株式移転により、持株会社である株式会社杏林堂グループ・ホールディングスを設立。
- 2017年（平成29年）9月 - ツルハやくすりの福太郎を子会社に持つツルハホールディングス（北海道札幌市）が、株式会社杏林堂グループ・ホールディングスを子会社化[4][5]。これによりツルハHDは、売上高はウエルシアホールディングスを、店舗数はマツモトキヨシを、それぞれ上回りドラッグストア業界首位となる[6]。なお子会社化後も「杏林堂」の屋号はそのまま残る。
- 2018年（平成30年）12月 - 既にツルハグループの他の店舗で導入されていた「楽天ポイントカード」の取り扱い並びに「楽天スーパーポイント」のポイント付与・ポイント利用を開始。

## 店舗
全店舗が静岡県内に存在している。病院付近への調剤薬局の設立と、100坪超の大規模店舗の展開が特徴である。2020年2月9日現在の店舗数は83店舗。伊豆地域に店舗は存在しない。
遠州地域:70店舗
- 浜松市　50店舗
  - 中央区　41店舗
  - 浜名区　8店舗
  - 天竜区　1店舗
- 湖西市　3店舗
- 磐田市　6店舗
- 袋井市　4店舗
- 掛川市　3店舗
- 菊川市　2店舗
- 御前崎市　1店舗
- 榛原郡吉田町　1店舗

駿河地域:26店舗
県中部
- 静岡市　9店舗
  - 葵区　5店舗
  - 駿河区　3店舗
  - 清水区　1店舗
- 島田市　2店舗
- 藤枝市　3店舗
- 焼津市　3店舗

県東部
- 富士市　3店舗
- 富士宮市　1店舗
- 駿東郡長泉町　1店舗